# 1775

## Esdeveniments
Països Catalans
- Escola de dibuix a la Llotja de Barcelona
- S'acaba la construcció de l'església de Santa Creu de Cabrils.

Resta del món
- 7 de març - l'Índia: l'Imperi Britànic obté el control de Salsette i Vasai en el Tractat de Surat abans de la primera Guerra Maratha.
- 19 d'abril, Comtat de Middlesex (Massachusetts, EUA): victòria britànica a les Batalles de Lexington i Concord, als inicis de la Guerra de la Independència dels Estats Units.[1]
- 17 de juny, Boston (Massachusetts): Els anglesos guanyen la batalla de Bunker Hill, que forma part del Setge de Boston, durant la Guerra d'Independència dels Estats Units.[2]
- 8 de juliol - Alger (Algèria): La flota espanyola fa desembarca en l' Expedició contra Alger per a conquerir la ciutat però aquesta acaba fracassant.
- Guerra de les farines fou un motí causat per l'excessiu preu del pa a França als mesos d'abril i maig.
- Virgínia se suma a la guerra per la independència dels EUA.
- Òperes de Mozart: La finta giardiniera i Il re pastore.
- L'emperadriu russa augmenta el poder dels nobles sobre els seus serfs.
- Creació de la Rada Nieustająca o govern central de Polònia.

## Naixements
Països Catalans
- 16 de novembre, Morella, els Ports: Joaquim Oliet i Cruella, pintor neoclàssic valencià.

Resta del món
- 20 de gener: André-Marie Ampère, físic i matemàtic francès
- 1 de febrer, Hamburg: Anton Ludwig Heinrich Ohmann, cantant, director d'orquestra, violinista i compositor alemany.
- 24 de març, Parísː Pauline Auzou, pintora francesa i professora d'art (m. 1835).[3]
- 25 d'abril, Aranjuez: Carlota Joaquima d'Espanya, infanta d'Espanya i reina de Portugal (m. 1830).[4]
- 28 d'agost, París: Sophie Gail, cantant i compositora parisenca (m. 1819).[5]
- 7 d'octubre: Ramón Power y Giralt, polític i militar porto-riqueny, primer diputat representant de Puerto Rico a les Corts de Cadis
- 16 de desembre: Jane Austen, novel·lista anglesa.[6]

- Londres: Thomas Rawlings, compositor i violoncel·lista anglès.

## Necrològiques
Països Catalans
Resta del món
- 31 de maig, Mòdena: Giuseppe Venturelli, compositor
- 8 de juny: Muhàmmad Bey Abu l-Dhahab, bei mameluc dels Kazdughiliyya d'Egipte.
- 20 de juliol, Bèrgamː Anna Maria Strada, soprano italiana del segle XVIII, una de les cantants preferides de Georg Friedrich Händel.[7]